# 毛果竹叶菜
毛果竹叶菜（学名：Rhopalephora scaberrima），又名毛果网籽草，为鸭跖草科毛果竹叶菜属下的一个种。